# Hey Hey Ōki ni Maido Ari
Singles de SMAP
Kimi Iro Omoi
(1er janvier 1994) ORIGINAL SMILE
(6 juin 1994)
Hey Hey Ōki ni Maido Ari (Hey Hey おおきに毎度あり, ... Ooki ou Ouki) est le 
12e single du groupe japonais SMAP, sorti en 1994.

## Détails du single
Il sort le 12 mars 1994 sous format mini-CD single de 8 cm ; il atteint la 1re place du classement hebdomadaire des ventes de l'Oricon et reste classé à ce jour 20e single du groupe le mieux vendu selon l'Oricon. Il devient notamment le premier single de SMAP à se classer en tête des classements ainsi que le premier single à être certififié disque de platine selon la RIAJ[réf. nécessaire].
Le single contient la chanson-titre, la chanson face-B Nakitai Kimochi (chanson inédite interprétée par Masahiro Nakai en solo et extraite du 4e album du groupe SMAP 004 sorti en 1993) ainsi que leurs versions instrumentales.
La chanson-titre, écrite par Shono Kenichi, elle figurera sous une autre version sur le sixième album studio du groupe, SMAP 006 ~SEXY SIX~, qui sortira quatre mois plus tard. Elle figurera notamment sous sa version originale sur certaines et prochaines compilations du groupe telles que COOL de 1995 et Smap Vest de 2001 ainsi que l'album de remix BOO en 1997.
La chanson face B Nakitai Kimochi figurera quant à elle sur la compilation pamS en 2001.

## Formation
- Masahiro Nakai (leader) : chœurs
- Takuya Kimura : chant principal
- Katsuyuki Mori : chant principal
- Goro Inagaki : chœurs
- Tsuyoshi Kusanagi : chœurs
- Shingo Katori : chœurs

## Liste des titres
| 1. | Hey Hey Ōki ni Maido Ari (Hey Hey おおきに毎度あり) |  |
| 2. | Nakitai Kimochi (泣きたい気持ち)                    |  |
| 3. | Hey Hey Ōki ni Maido Ari (Instrumental)             |  |
| 4. | Nakitai Kimochi (Instrumental)                      |  |